# Legión Anticomunista del Caribe
La Legión Anticomunista del Caribe, también conocida como la Legión Extranjera Dominicana, fue una organización armada paramilitar creada en 1959 en República Dominicana por orden del dictador Rafael Leónidas Trujillo, con el fin de invadir Cuba y derrocar el gobierno de Fidel Castro.

## Origen
En 1959, inmediatamente después de que fuera derrocado Fulgencio Batista por la Revolución cubana, se organizó el movimiento para organizar una contraofensiva. El primero en facilitar fondos, infraestructura y hombres fue el dictador de República Dominicana, Rafael Leónidas Trujillo, al crear la Legión Anticomunista del Caribe.
En junio de 1959, unos trescientos hombres (150 españoles, 100 cubanos, y el resto croatas, alemanes y griegos) se entrenaban en una base aérea de República Dominicana. Ese mismo mes Cuba envió una expedición de 200 guerrilleros cubanos y dominicanos al mando de Delio Gómez Ochoa que invadió República Dominicana, pero fueron aniquilados por las tropas dominicanas.

## Acciones militares
Como respuesta Rafael Leónidas Trujillo aceleró los planes de invadir Cuba. Uno de los jóvenes soldados de la Legión, Félix Ismael Rodríguez, que luego sería famoso por ser el agente de la CIA que participó en la captura y asesinato del Che Guevara en Bolivia, relata del siguiente modo sus recuerdos sobre aquel momento: 

El 4 de julio del 59 todavía no me había graduado de High School en este país y pues me movilicé a República Dominicana y nuestro primer entrenamiento fue en una Base Naval que se llamaba la Base Naval de Calderas. De ahí fue donde salió la primera invasión de cubanos a Cuba.

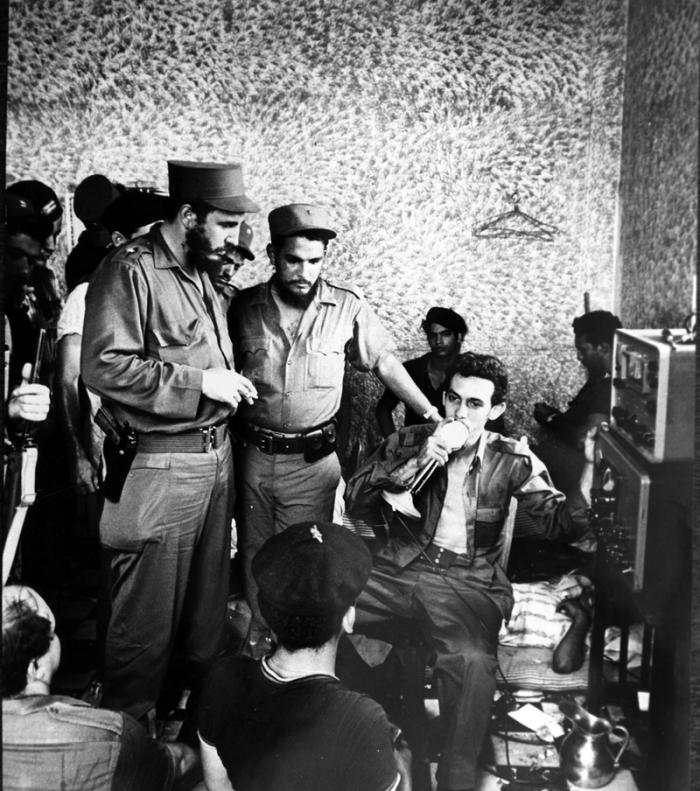
Fidel Castro observa el juego operacional desde una cabina camuflada junto a Juan Abrahantes Fernández.

El 8 de agosto de 1959 más de 1.000 cubanos, en su mayoría ganaderos son detenidos tras que el gobierno de Fidel Castro los vinculara con Rafael Leónidas Trujillo. Ese mismo mes Trujillo ordenó la invasión de Cuba con la Legión Anticomunista del Caribe. La operación terminó en un desastre. Fidel Castro se había anticipado a la invasión y envió a los exjefes militares del Segundo Frente Nacional del Escambray, Eloy Gutiérrez Menoyo y al estadounidense William Alexander Morgan, a que hicieran creer a Trujillo que estaban dispuestos a apoyar la invasión dominicana conduciendo una insurrección anticastrista en la zona del Escambray. Por esa razón Trujillo eligió para el aterrizaje que dio inicio a la invasión la zona de Trinidad, al pie de los montes Escambray.
El ejército cubano estaba esperando a la Legión Anticomunista, luego de un intenso intercambio de disparos hubo 2 muertos por parte de los expedicionarios y 3 por parte de las fuerzas del régimen. Se capturando a la totalidad de los expedicionarios. Félix Ismael Rodríguez evitó ser detenido porque había permanecido en República Dominicana.

## Repercusiones
El gobierno del dictador español Francisco Franco, a resultas de las acusaciones de la agencia Prensa Latina y el exilio republicano de haber favorecido la iniciativa dominicana, se apresuró a desvincularse del reclutamiento de ciudadanos peninsulares por Rafael Leónidas Trujillo, lo cual fue corroborado por los mismos españoles hechos prisioneros por los cubanos.
La periodista estadounidense Jean Secon y otro periodista fueron arrestados tras intentar obtener una entrevista con William Alexander Morgan para preguntarle los detalles de la operación. Los cargos contra los periodistas nunca fueron presentados y una semana después fueron liberados. Fueron los primeros periodistas estadounidentes arrestados por el régimen de Fidel Castro. El 24 de febrero de 1960 104 acusado de la "conspiración trujillista" son condenados a 30 años de prisión.